# Tumichucua
Tumichucua ist eine Ortschaft im Departamento Beni im Tiefland des südamerikanischen Anden-Staates Bolivien.

## Lage im Nahraum
Tumichucua ist nach der Stadt Riberalta die viertgrößte Ortschaft des Municipio Riberalta in der Provinz Vaca Díez. Die Ortschaft liegt auf einer Höhe von 139 m am Lago Tumichucua, einem 4400 Meter langen und bis zu 1400 Meter breiten See in einer Flussschleife des Río Beni.

## Geographie
Tumichucua liegt im bolivianischen Teil des Amazonasbeckens in der nordöstlichen Ecke des Landes an der Grenze zu Brasilien. 
Die Jahresdurchschnittstemperatur der Region liegt bei 26 °C und schwankt nur unwesentlich zwischen 25 °C im Mai und 27–28 °C von Dezember bis Februar (siehe Klimadiagramm Riberalta). Der Jahresniederschlag beträgt etwa 1.300 mm, bei einer ausgeprägten Trockenzeit von Juni bis August mit Monatsniederschlägen unter 20 mm, und einer Feuchtezeit von Dezember bis Januar mit Monatsniederschlägen von mehr als 200 mm.

## Verkehrsnetz
Tumichucua liegt in einer Entfernung von 729 Straßenkilometern nördlich von Trinidad, der Hauptstadt des Departamento Beni.
Von Trinidad aus führt die Nationalstraße Ruta 9 über eine Strecke von 619 Kilometern bis Guayaramerín an der Grenze zu Brasilien am linken Ufer des Río Mamoré. Sie trifft hier auf die Ruta 8, die in südwestlicher Richtung zur 86 Kilometer entfernten Stadt Riberalta führt. Weiter im Verlauf der Ruta 8 zweigt nach 21 Kilometern eine Fahrstraße nach Nordwesten ab, die nach weiteren drei Kilometern in Tumichucua endet.

## Bevölkerung
Die Einwohnerzahl der Ortschaft ist in den vergangenen beiden Jahrzehnten auf knapp das Doppelte angestiegen:
| Jahr | Einwohner | Quelle       |
| ---- | --------- | ------------ |
| 1992 | 220       | Volkszählung |
| 2001 | 554       | Volkszählung |
| 2012 | 426       | Volkszählung |
| 2024 |           | Volkszählung |